# Bruce A. Segal
| Entdeckte Asteroiden: 2 | Entdeckte Asteroiden: 2 |
| ----------------------- | ----------------------- |
| (45737) Benita          | 22. April 2000          |

Bruce A. Segal (* 1959) ist ein US-amerikanischer Amateurastronom.
Er lebt in Florida und ist von Beruf Augenarzt und Augenchirurg. Für seine Beobachtungen benutzt er eine automatisierte Einrichtung, mit der er das Observatorium in Jupiter im Palm Beach County in Florida fernsteuert.
Im April 2000 entdeckte er insgesamt zwei Asteroiden.
Der Asteroid (21683) Segal wurde am 10. November 2003 nach ihm benannt.